# 238-я истребительная авиационная дивизия
238-я истреби́тельная авиацио́нная диви́зия (238-я иад) — соединение Военно-воздушных сил (ВВС) Вооружённых ил РККА.

## Наименования дивизии
- 238-я истребительная авиационная дивизия
- 238-я истребительная авиационная дивизия ПВО

## Создание дивизии
238-я истребительная авиационная дивизия сформирована в сентябре 1942 года Приказом НКО СССР в составе ВВС Среднеазиатского военного округа.

## Расформирование дивизии
238-я истребительная авиационная дивизия ПВО была расформирована в начале 1960 года в составе 73-й воздушной армии Туркестанского военного округа.

## В действующей армии
В составе действующей армии не находилась.

## В составе объединений
| Дата          | Округ                         | Армия                                   | Корпус                                                 | Примечания |
| ------------- | ----------------------------- | --------------------------------------- | ------------------------------------------------------ | ---------- |
| 01.09.1942 г. | Среднеазиатский военный округ | ВВС Среднеазиатского военного округа    | -                                                      | -          |
| 09.07.1945 г. | Туркестанский военный округ   | 6-я воздушная армия                     | -                                                      | -          |
| 20.02.1949 г. | Туркестанский военный округ   | 73-я воздушная армия                    | -                                                      | -          |
| 01.12.1953 г. | Бакинский округ ПВО           | 42-я воздушная истребительная армия ПВО | 72-й гвардейский истребительный авиационный корпус ПВО | -          |
| 01.11.1958 г. | Туркестанский военный округ   | 73-я воздушная армия                    | -                                                      | -          |
| 01.01.1960 г. | Туркестанский военный округ   | 73-я воздушная армия                    | -                                                      | -          |

## Полки дивизии
Боевой состав дивизии претерпевал изменения, в её состав входили полки:
| Период                        | Части                                             | Примечание |
| ----------------------------- | ------------------------------------------------- | --- |
| 01.09.1942 г. — 01.02.1946 г. | 167-й истребительный авиационный полк             | Горган (Иран), И-16 (1942—1944), Як-7б                                                                                  |
| 01.09.1942 г. — 1960 г.       | 364-й истребительный авиационный полк             | Ашхабад, Небит-Даг (с 1949 г.) И-16 (1942—1944), Як-9 (1946—1952), МиГ-15, МиГ-17 (с 1956 г.).                          |
| 01.09.1942 г. — 01.03.1958 г. | 379-й истребительный авиационный полк             | расформирован, Казанджик, И-16 (1942—1944), Як-7б (1944—1946), Як-9 (1946—1953), МиГ-15 (1953—1957), МиГ-17 (1957—1958) |
| 01.09.1942 г. — 01.05.1947 г. | 380-й истребительный авиационный полк             | расформирован, Красноводск, И-153 (1942—1945), Як-7б (1944—1946), Як-9 (1946—1947)                                      |
| 15.01.1946 г. — 06.04.1965 г. | 66-й истребительный авиационный полк              | расформирован |
| 05.02.1958 г. — 01.01.1960 г. | 177-й гвардейский истребительный авиационный полк | передан в 16-ю дивизию ПВО                                                                                              |